# Linha D do RER
A Linha D do RER é uma das cinco linhas do RER - Rede Expressa Regional que servem Paris, França. A linha vai de Creil (D1) a Melun (D2) e Malesherbes (D4).

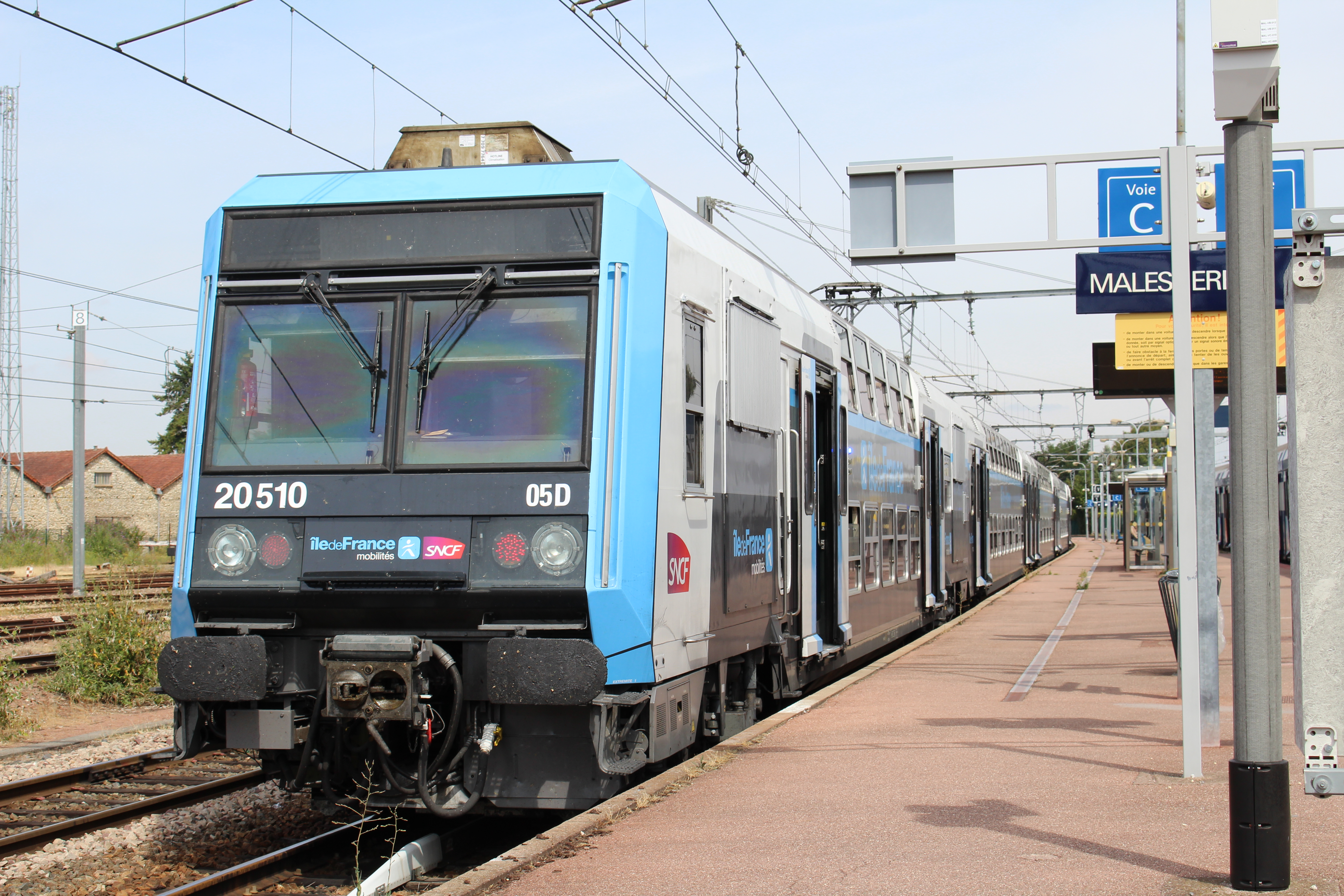
Um trem Z 20500 na estação Malesherbes.

## História
Inaugurada em 27 de setembro de 1987, possui um trecho central que liga a Gare du Nord à Gare de Lyon passando por Châtelet - Les Halles. A seção da Gare du Nord a Châtelet - Les-Halles foi aberta no final de 1980, no qual compartilha com a Linha B do RER, e um túnel foi aberto em 1995 de Châtelet - Les-Halles a Gare de Lyon, parte do qual foi transferido para o RER.

## Percurso
A Linha D possui um trecho ao norte que vai para Creil, e três ramais ao sul, sendo que dois vão para Melun, um deles passando por Corbeil-Essonnes, e um para Malesherbes.

## Estações
- Creil
- Chantilly - Gouvieux
- Orry-la-Ville - Coye
- La Borne Blanche
- Survilliers - Fosses
- Louvres
- Les Noues
- Goussainville

Plano da linha.

- Villiers-le-Bel - Gonesse - Arnouville
- Garges - Sarcelles
- Pierrefitte - Stains
- Saint-Denis
- Stade de France - Saint-Denis
- Paris-Nord
- Châtelet - Les Halles
- Paris-Gare-de-Lyon
- Maisons-Alfort - Alfortville
- Le Vert de Maisons
- Créteil-Pompadour
- Villeneuve-Triage
- Villeneuve-Saint-Georges
- Montgeron - Crosne
- Yerres
- Brunoy
- Boussy-Saint-Antoine
- Combs-la-Ville - Quincy
- Lieusaint - Moissy
- Savigny-le-Temple - Nandy
- Cesson
- Le Mée
- Vigneux-sur-Seine
- Juvisy
- Viry-Châtillon
- Ris-Orangis
- Grand Bourg
- Évry-Val-de-Seine
- Grigny-Centre
- Orangis - Bois de l'Épine
- Évry-Courcouronnes
- Le Bras de Fer - Évry - Génopole
- Corbeil-Essonnes
- Essonnes - Robinson
- Villabé
- Le Plessis-Chenet
- Le Coudray-Montceaux
- Saint-Fargeau
- Ponthierry - Pringy
- Boissise-le-Roi
- Vosves
- Melun
- Moulin-Galant
- Mennecy
- Ballancourt
- La Ferté-Alais
- Boutigny
- Maisse
- Buno - Gironville
- Boigneville
- Malesherbes

## Expansão
A linha futuramente terá novos túneis no trecho compartilhado com a linha B, par separá-las definitivamente. Com esses túneis, será possível unir os demais ramais do Transilien ao norte ao sistema. Outros ramais ao sul serão unidos ao sistema.
Outro projeto é o Barreau de Gonesse, ligando a linha ao Parc des Expositions.